# Tomanek Nándor
Tomanek Nándor (Pécs, 1922. szeptember 8. – Budapest, 1988. augusztus 4.) kétszeres Jászai Mari-díjas magyar színművész.

## Életpályája
1945 előtt városi tisztviselő volt Pécsen. 1951-ben kapott színészi diplomát a Színház- és Filmművészeti Főiskolán. A Pécsi Nemzeti Színház kórusának lett a tagja, először kisebb énekes szerepekben lépett színpadra, később prózai darabokban is játszott. 1962-től 1964-ig a Petőfi Színházban játszott, 1964-ben lett a Vígszínház tagja. Filmen először az 1960-ban készült Arc nélküli város című játékfilmben játszott, Pallós Sándort alakította. Utolsó filmes szerepe Braun agronómus megformálása volt az 1978-ban készült A ménesgazda című filmben. Betegsége miatt 1976-ban visszavonult a színpadtól. Fia, Tomanek Gábor színművész így emlékezett erről:
„A Bolha a fülbe című előadást próbálták, amikor egyik reggel arra ébredt, hogy vért köp. A jobb tüdő középső lebenyében találtak egy cseresznye nagyságú, vérző daganatot. Bement Várkonyihoz, elmondta, mi a helyzet, és hogy az orvos szerint egy héten belül meg kellene operálni. »Nándi, ez nem kórház, ez színház! Majd ha találunk valakit, aki át tudja venni a szerepet!« Ezután, ’72 februárjában megoperálták, majd sugárkezelést kapott. Nem jelentkezett áttét, így hamarosan visszatért a színpadra. Több főszerepet kapott, óriási sikerei voltak. A betegséget viszont nem tudta leküzdeni, a következő állomás a Parkinson-kór, majd a gége- és tüdőrák. Remegni kezdett a keze, előfordult, hogy elengedte magát, nem tudott figyelni a testtartására, nem bírt teljesíteni. »Tessék úgy viselkedni, ahogy egy színészhez illik!« – szólította fel Várkonyi, amikor apám azt kérte tőle, hadd dolgozzon kevesebbet. Végül egy ezekhez hasonló, rossz hangulatú dialógussal telt be a pohár, ’76 tavaszán, a Rádió pagodájában. Apám úgy érezte, igazgatója népes társaság előtt szándékosan meg akarta sérteni. Nyugdíjba ment. [...] 
Apám irtózatosan megbántódott. A szakma által elhagyottnak és megcsalatottnak érezte magát. ’76 őszétől már nem játszott, csak rádiózott. Feleségén, Sasvári Etelkán és rajtam kívül szinte senkit nem engedett maga közelébe. A természetért továbbra is rajongott, kirándult, sétálgatott, mégis, a végtelenségig magába fordulva, gyakran lehúzott redőnyök mögött töltötte utolsó évtizedét. Kevesen tudták, mi zajlott le benne. [...] Számos konfliktusa volt. Gyakran vádolták azzal, hogy renitens, örökké feszengő, nehéz ember, nem lehet vele dolgozni… Kétségtelen tény, nem bírta elviselni, ha a próba kilencre volt kiírva, a kolléga pedig nem öt perccel előtte, vagy pontosan, hanem tíz perccel utána érkezett. Gyűlölte, ha valaki fegyelmezetlenkedett, viccelődött vagy nem tudta a szöveget.”

## Családja
Felesége volt Polácsi Margit, akitől 1951. december 1-jén Pécsett született meg a fia, Tomanek Gábor, aki szintén a színészi hivatást választotta, és Nagy Erika (1966–) színésznővel kötött házasságot. Az ő fiuk, Tomanek Nándor unokája ifjabb Tomanek Gábor. Tomanek Nándor özvegye a Vígszínház (Pesti Színház) ügyelője, Sasvári Etelka.

## Színpadi szerepei
- Raszkov: Szibériai rapszódia (1. énekes)[8]
- Nyikolaj Vasziljevics Gogol: Háztűznéző... Podkoljoszin
- Luigi Pirandello: IV. Henrik... Belcredi gróf
- Kálmán Imre: A csárdáskirálynő... Kerekes Ferkó
- Lev Nyikolajevics Tolsztoj: Anna Karenina... Karenin
- Arthur Miller: A salemi boszorkányok... John Proctor
- Friedrich Dürrenmatt: A fizikusok... Einstein
- William Shakespeare: Vízkereszt, vagy amit akartok... Malvolio
- Neil Simon: Furcsa pár... Felix Unger
- Tennessee Williams: Macska a forró bádogtetőn... Cooper
- Weingarten: A nyár... Félcseresznye
- Arthur Miller: Alku... Victor Franz
- O’Neill: Eljő a jeges... Willie Oban
- Krúdy Gyula–Kapás Dezső: Rezeda Kázmér... Beteges úr
- Rolland: A szerelem és a halál játéka... Jérome de Courvoisier
- Gyurkovics Tibor: Csóka család... Gyula
- Csiky Gergely: Az udvari kalap (A nagyra termett)... Cantarini gróf
- Vercors: Zoo avagy az emberbarát gyilkos... Eatons professzor
- Arthur Miller: Közjáték Vichyben... Professzor
- Milan Kundera: Zárt ajtók mögött... Kruta
- Ábrahám Pál: Viktória... Koltay László kapitány
- Sardou: Szókimondó asszonyság... Lefebvre őrmester
- Raszkov: Szibériai rapszódia... II. énekes
- Klima: A szerencse nem pottyan az égből... Kovárzs
- Mikszáth Kálmán: A szelistyei asszonyok... Czobor
- Babay József: Szélből szőtt királyság... Fogadós
- Jacobi Viktor: Sybill... Konstantin nagyherceg
- Sándor Iván: Az R 34-es repülőjárat... Ádám Géza
- Szigligeti Ede: Párizsi vendég... Koltai alispán
- Visnyevszkij: Optimista tragédia... Hajóparancsnok
- Molnár Ferenc: Olympia... Kovács huszárkapitány
- Iszajev: Nem magánügy... Grisko
- Kálmán Imre: Montmartre-i ibolya... Henry
- Huszka Jenő: Mária főhadnagy... Draskóczy Ádám
- Galambos György: Májusi muzsika... Boglár Sándor
- Szirmai Albert: Mágnás Miska... Baracs István mérnök
- Lehár Ferenc: Luxemburg grófja... Lord Lanchester
- Huszka Jenő: Lili bárónő... Illésházy László gróf
- Molière: A képzelt beteg... Beralde
- Csiky Gergely: Kaviár... Péter
- Kacsóh Pongrác: János vitéz... Bagó
- Pavel Kohout: Ilyen nagy szerelem... Péter
- Id. Alexandre Dumas: Három testőr... Lord Buckingham
- Sándor Kálmán: A harag napja... Második bányász
- Huszka Jenő: Gül Baba... Gábor diák
- Marinkovič: Glória... Don Jere
- Vailland: Foster ezredes bűnösnek vallja magát... 2. partizán
- Pierre-Augustin Caron de Beaumarchais: Figaro házassága... Almaviva gróf
- Mikszáth Kálmán: Farkas a havason... 1. paraszt
- Weidmann: A falusi borbély... Ludas
- Benatzky: Az esernyős király... Percy D' Avencourt
- Madách Imre: Az ember tragédiája... Rafael főangyal
- Szűcs György: Elveszem a feleségem... Szabó Balázs
- Vörösmarty Mihály: Csongor és Tünde... Tudós
- Lehár Ferenc: Cigányszerelem... Mihály
- Csizmarek Mátyás: Bújócska... Gönczöl Mihály
- Csizmarek Mátyás: Boci-boci tarka... Virág István
- Breffort: Irma, te édes... Ügyész
- Mark Twain: Egymilliófontos bankjegy... Henry Adams
- Darvas Szilárd–Királyhegyi Pál: Lopni sem szabad... Kenneth, ügyvéd
- Dürrenmatt: Ötödik Frank... Päuli Neukomm
- Dosztojevszkij: A Karamazov testvérek... Ügyész
- Euripidész: Trójai nők... Talthübiosz
- Thurzó Gábor: Az ördög ügyvédje... Erdélyi atya
- Edmond Rostand: Cyrano de Bergerac... Guiche gróf
- Eörsi István: Hordók... Gordon
- Krúdy Gyula: A vörös postakocsi... Alvinczi Eduard
- Bruckner: Angliai Erzsébet... Bacon
- Déry Tibor: Tükör... Károly, törvényszéki bíró
- Csehov: Ványa bácsi... Szerebrjakov
- Molnár Ferenc: Liliom... Ficsúr
- Vampilov: Húsz perc egy angyallal... Homutov
- Örkény István: Vérrokonok... Bokor Miklós
- Csehov: Cseresznyéskert... Gajev
- Romain Rolland: A szerelem és a halál játéka... Jérome de Courvoisier
- George Bernard Shaw: Szent Johanna... Couchon
- Georges Feydeau: Bolha a fülbe... Romain Tournel
- Eisemann Mihály: Bástyasétány 77... Benedek Péter
- Shakespeare: Lear király... Alban fejedelem
- Csukás István: Kutyánszki Kázmér, a versíró kutya... Kázmér
- Shakespeare: Szentivánéji álom... Dudás

## Filmjei

### Játékfilmek
- Az arcnélküli város (1960) – Pallós Sándor
- Jó utat, autóbusz! (1961) – Szlávik
- Pesti háztetők (1961)
- Kertes házak utcája (1962) – Szekeres Péter
- Fotó Háber (1963) – Rendőrtiszt II.
- A kőszívű ember fiai 1-2. (1964) – Vármegyei úr IV.
- Karambol (1964) – Egyik külföldi vendég a fogadáson
- Nem az én ügyem (1964, rövid játékfilm)
- Butaságom története (1965) – Miniszter
- Fény a redőny mögött (1965) – Bonczos
- Nem (1965) – Építészmérnök
- A férfi egészen más (1966) – Jaczkó főnöke
- Egy magyar nábob (1966) – Bogozy
- És akkor a pasas… (1966) – Mérnök II.
- Kárpáthy Zoltán (1966) – Bogozy
- Minden kezdet nehéz 1-2. (1966)
- Változó felhőzet (1966) – Cigány
- Egy szerelem három éjszakája (1967) – Büntetőszázados katona IX.
- Ezek a fiatalok (1967) – Kolléga II.
- Lássátok feleim (1967) – Mihály apja
- Nyár a hegyen (1967) – Veszeli
- Segítség, lógok (1967) – Biztonsági megbízott
- Tanúságtétel (1967, rövid játékfilm) – Főnök
- A beszélő köntös (1968) – Zaládi Béla
- A holtak visszajárnak (1968) – Tóth Péter
- Egri csillagok 1-2. (1968) – Bálint pap
- Falak (1968) – Vendég II.
- Hideg napok (1968)
- Mi lesz veled Eszterke? (1968) – Kertai Artúr
- Imposztorok (1969) – Doborján Pál
- Virágvasárnap (1969) – Püspök
- Csak egy telefon (1970) – Rohonyi
- Én vagyok Jeromos (1970) – Nagy Jenő
- Hatholdas rózsakert[9] (1970) – Ilka vendége I.
- Szerelmi álmok – Liszt 1-2. (1970) – Nagyherceg
- Utazás a koponyám körül (1970) – Stockholmi magyar orvos
- Fuss, hogy utolérjenek! (1972) – Rendező
- Volt egyszer egy család (1972) – A nemzeti hadsereg egyik tisztje
- Ki van a tojásban? (1973) – Herceg, főkönyvelő
- Az öreg (1975) – Kurucz elvtárs
- Labirintus (1976) – Somos, az író
- Zongora a levegőben (1976) – Janicsár Béla
- Kihajolni veszélyes (1977) – Kerek József állomásfőnök
- Kísértés (1977) – Rónay méltóságos úr, miniszter
- A ménesgazda (1978) – Braun agronómus

### Tévéfilmek, televíziós sorozatok
- Fáklyaláng (1963) – Szemere Bertalan, miniszterelnök
- Honfoglalás 1-2. (1963) – Gestapo-tiszt
- Egy csónak visszafordul (1963) – Apa
- Derűs lapok Csehov műveiből (1964, rövid tévéfilm)
- Iván Iljics halála (1964) – Geraszim
- Nadrág és szerelem (1965) – Sáromberki Balázs
- Róka fogta csuka (1965) – Alabárdos kapitány
- Társak nélkül (1965) – Tanító
- A ravaszdi leányzó és az IBUSZ vendégek (1967) – Giovanni Boccaccio
- Könnyű kis gyilkosság (1967) – Morgan
- A százegyedik szenátor III. (1967) – Dave rendőrkapitány
- A szerelem törékenysége (1967) – Narrátor (hang)
- Az ördögök teste (1967)
- Egy, kettő, három (1967)
- Körözés egy csütörtök körül (1967) – Balajti százados
- Mondd a neved (1967) – Orvos
- A bíró és a hóhér (1968) – Író
- Az Aranykesztyű lovagjai 1-5. (1968) – Harry Debkins, Az FBI Embere / Harry Debkins
- Bors I. (1968, tévésorozat) – Ezredes
- Család ellen nincs orvosság… (1968, tévésorozat) – Apu
- Isten óvd a királyt (1968) – Portorio elnöke
- Sárga rózsa (1968)
- Szomorú szerelmesek szanatóriuma (1968)
- A 0416-os szökevény (1969) – Bűnügyi szakértő
- Őrjárat az égen 1-4. (1969) – Beck Károly tanár úr
- Ráktérítő (1969)
- Mindannyiotok lelkiismerete megnyugodhat… (1970)
- Tündérlaki lányok (1970) – Báró
- Az ajtó (1971)
- Egy óra múlva itt vagyok… (1971)
- Széchenyi meggyilkoltatása (1971)
- Villa a Lídón (1971)
- György barát (1972)
- Ejnye Cecília! (1973)
- És mégis mozog a föld (1973)
- Lyuk az életrajzon (1973)
- Pirx kalandjai (1973)
- Sólyom a sasfészekben (1973)
- Szeptember végén (1973)
- A Pont L`évéque-i fegyintézet (1974)
- Római karnevál (1974)
- Holtvágány (1975)
- Felnőttek (1975)
- Szörnyeteg (1975)
- És a holtak újra énekelnek (1975)
- Keresztút (1975)
- Sakk, Kempelen úr! (1976)
- A cárné összeesküvése (1977)
- Petőfi 1-6. (1977)
- Volt egyszer egy színház (1977)

### Rajzfilmsorozatok
- A Mézga család különös kalandjai (1968-1969) – Dr. Máris (Ottokár) (hang)
- Magyarázom a mechanizmust (1968) – Dr. Agy (hang)
- Mézga Aladár különös kalandjai (1972) – Dr. Máris (Ottokár) (hang)

## Rádiójátékok
- Franz Schubert–Berté Henrik: Három a kislány (daljáték)... Seiber (1963)
- Eötvös József: A molnárleány (1963)
- Ernest Hemingway: Búcsú a fegyverektől (1963)
- Miroslav Krlezsa: Areteus (1965)
- Szabó Magda: A rab (1966)
- Túri András-Magyar Vilma: Prágai János ezredes (1967)
- Andrzej Nowitzky: Antik óra (1968)
- Donald Honig: Mibe kerül 500000 dollár? (1968)
- Graham Billing: Forbush és a pingvinek (1968)
- Kaposy Miklós-Mike Klári: A sanzon Magyarországon (1968)
- Jerzy Jurandot: A kilencedik igaz (1969)
- Agatha Christie: Gyilkolni könnyű (1970)
- Hárs László: Hol voltam, hol nem voltam...(1970)
- Hilda Lawrence: Sárga kesztyűk (1970)
- Mesterházi Lajos: Hobby (1971)
- Karl Grünberg: Arany a tajgán (1973)
- Karinthy Frigyes: Mennyei riport (1974)
- Boruvka felügyelő esetei (1975)
- Csiky Gergely: Az udvari kalap (1975)
- Asturias, Miguel Angel: A zöld pápa (1978)
- Hieng, Andrej: Cortez visszatér (1978)
- Őrsi Ferenc: Legenda a kapitányról (1978)
- Fontane, Theodor: Effi Briest (1979)
- Merle, Robert: A sziget (1979)
- Mikszáth Kálmán: Apám ismerősei (1979)
- Samuel Beckett: Nyers-rádióra... A mozgató (1979)
- Szamuil Aljusin: Ha hinni tudnál (1979)
- Vittorio Sermonti: Beszélgetés Marcus Aureliusszal (1979)
- Bor Ambrus: Hullámneszek (1980)
- Hans Fallada: Halálodra magad maradsz (1980)
- Mándy Iván: Szivarfüst-keringő (1980)
- Prosper Mérimée: Az etruszk váza (1980)
- Teleki László: Kegyenc (1980)
- Cooper, Giles: Ha fegyelmezik őket (1981)
- Janicki, Jerzy: Halálos ítélet (1981)
- Csehov: Cseresznyéskert... Firsz (1982)
- Dominique-André Kergal: Holnap történt (1982)
- ÍRÓVÁ AVATNAK - Gelléri Andor Endre indulása (1982)
- Mándy Iván: Szép álmokat, kislány (1982)
- Radoev, Ivan: Az emberevő (1982)
- Füst Milán: Őszi vadászat ...  A felnőtt Misi (1983)
- Szakonyi Károly: A hentes... Férj (1982)[10]
- Herman Heijermans: Remény (1983)
- Göncz Árpád: Találkozás (1983)
- Lev Tolsztoj: Élő holttest... Abrezkov herceg (1983)[11]
- Rolland, Romain: Pierre és Luce (1983)
- Thury Zoltán: Katonák (1983)
- Vészi Endre: A lepecsételt lakás (1983)
- Anderson, Edith: Martin Luther King élete és halála (1984)
- Dino Buzzati: A nagy képmás (1984)
- Eugene O'Neill: Boldogtalan hold (1984)
- Kamarás István: Bulányvölgyi állomások (1984) - 375-ös
- Radicskov, Jordan: Kosarak (1984)
- Rejtő Jenő és Vágó Péter: P. Howard visszatér és Piszkos Fred vele tart (1984)
- Tadeusz Rozewicz: Az éhezőművész elmegy (1984)
- Vészi Endre: Jóisten farmerban (1984)
- Wallace, Edgar: Fecsegő felügyelő esetei (1984)
- Krúdy Gyula: Rezeda Kázmér szép élete (1985)
- Molnár Ferenc: Az ismeretlen lány (1985)
- Pilátus (1985)
- Shaw, G. B.: Az orvos dilemmája (1985)
- Walter Scott: A lammermoori nász (1985)
- Hernádi Gyula: Gólem (1986)
- Mándy Iván: Ismerkedő (1986)
- Saint-Exupèry, Antoine de: A kis herceg (1986)
- T.S. Eliot: Átokföldje (1986)
- Molnár Ferenc: Az ismeretlen lány
- Csehov: A 6-os számú kórterem... Ragin doktor
- Aszlányi Károly: Amerikai komédia... Aims
- Fekete István: Kele... Kele

## Díjai, elismerései
- Jászai Mari-díj (1966, 1972)
- Érdemes művész (1973)
- Kiváló művész (1977)